# Vitor Felipe
Vitor Araújo Gonçalves Felipe (João Pessoa, 10 maart 1991), spelersnaam Vitor Felipe, is een Braziliaans beachvolleyballer.

## Carrière
Felipe eindigde tussen 2009 en 2011 driemaal op rij op het podum bij de wereldkampioenschappen onder 21. Met Álvaro Filho bereikte hij bij de opeenvolgende edities in Blackpool en Alanya de finale, waar respectievelijk de Polen Michał Kądzioła en Jakub Szałankiewicz en de Canadezen Garrett May en Sam Schachter te sterk waren. Met Marcus Carvalhaes won hij tot slot brons in Halifax. In 2012 debuteerde Felipe aan de zijde van Neilton Santos in de FIVB World Tour met een zevende plaats in Brasilia als beste resultaat. Met Ricardo Santos eindigde hij bovendien als negende in Stare Jabłonki. Vervolgens vormde Felipe twee seizoenen lang een team met Evandro Gonçalves. Het eerste seizoen namen ze deel aan negen reguliere toernooien in de mondiale competitie. Ze behaalden daarbij een overwinning (Berlijn) en twee vijfde plaatsen (Shanghai en Corrientes). Bij de WK in Stare Jabłonki bereikte het duo de kwartfinale waar het werd uitgeschakeld door het Duitse tweetal Jonathan Erdmann en Kay Matysik. Daarnaast speelde hij drie wedstrijden met Alison Cerutti met wie hij tot een overwinning in Xiamen kwam. Met Márcio Gaudie werd hij in Mysłowice bovendien vice-wereldkampioen onder 23.
In 2014 deden Felipe en Evandro mee aan tien toernooien in de World Tour. Ze eindigden daarbij vijf keer in de top tien met een vijfde plaats in Moskou als beste resultaat. Tegen het eind van het jaar wisselde Felipe van partner naar Filho. In aanloop naar de WK in Nederland deed het duo in 2015 mee aan vier World Tour-toernooien met drie negende plaatsen als resultaat (Luzern, Moskou en Poreč). Bij de WK bereikten Felipe en Filho de kwartfinale waar ze werden uitgeschakeld door hun landgenoten Evandro en Pedro Solberg. In Toronto behaalde het tweetal daarna de zilveren medaille bij de Pan-Amerikaanse Spelen achter de Mexicanen Rodolfo Ontiveros en Juan Virgen. Ze namen dat seizoen nog deel aan twee FIVB-toernooien. Het jaar daarop deed het dyo mee aan elf toernooien in de World Tour met een vierde plaats (Maceió) en drie vijfde plaatsen (Moskou, Olsztyn en Gstaad) als resultaat.
Van september 2016 tot en met mei 2017 was Felipe met Joalisson 'Jo' Gomes actief in de Brazilaanse competitie. Met George Wanderley deed hij in 2017 mee aan vier internationale toernooien met onder meer een overwinning in Espinho en negende plaats in Den Haag als resultaat. Het daaropvolgende seizoen speelde hij achtereenvolgens met Guto Carvalhaes en Evandro. Met Guto kwam hij tot een vierde (Itapema), een vijfde (Huntington Beach) en drie negende plaatsen (Den Haag, Fort Lauderdale en Xiamen) in de World Tour. Met Evandro behaalde hij een tweede (Warschau), twee vierde (Espinho en Moskou) en twee vijfde plaatsen (Ostrava en Wenen). In 2019 nam Felipe met Solberg deel aan negen reguliere FIVB-toernooien met drie negende plaatsen (Doha, Ostrava en Warschau) als beste resultaat. Bij de WK in Hamburg werden ze in de zestiende finale uitgeschakeld door de Letten Mārtiņš Pļaviņš en Edgars Točs. Sinds 2021 vormt Felipe een team met Renato Lima. Het eerste jaar kwamen ze bij drie internationale toernooien tot een tweede plaats in Itapema. Het seizoen daarop namen ze in aanloop naar de wereldkampioenschappen deel aan vijf toernooien in de mondiale competitie. Daarbij behaalden ze een vierde plaats in Tlaxcala en drie negende plaatsen. Bij de WK in Rome wonnen Felipe en Renato het zilver nadat de olympisch kampioenen Anders Mol en Christian Sørum in de finale in twee sets te sterk waren.

## Palmares
Kampioenschappen
- 2009:  WK U21
- 2010:  WK U21
- 2011:  WK U21
- 2013:  WK U23
- 2013: 5e WK
- 2015: 5e WK
- 2015:  Pan-Amerikaanse Spelen
- 2022:  WK

FIVB World Tour
- 2013:  Grand Slam Berlijn
- 2013:  Grand Slam Xiamen
- 2017:  2* Espinho
- 2018:  4* Warschau
- 2021:  4* Itapema